# Javi Fuego
Javier Martínez Fuego, mais conhecido como Javi Fuego (Pola de Siero, 4 de Janeiro de 1984), é um futebolista espanhol que atua como volante. Atualmente joga pelo Sporting Gijón.

## Carreira
Revelado no Sporting Gijón, fez sua estreia no Campeonato Espanhol no dia 28 de agosto 2007, contra o Mallorca. No entanto, foi um dos muitos jogadores a deixar o time após o rebaixamento e graves problemas financeiros. Em 2008 ele assinou com o Recreativo de Huelva. Em 2010, transferiu-se para o Rayo Vallecano, time na qual ganhou o acesso a Primeira Divisão na 2010–11. No dia 10 de novembro de 2012, na 11ª rodada da La Liga 2012–13, alcançou a marca de cem jogos disputados no Campeonato Espanhol contra o Celta de Vigo.
Em janeiro de 2013, meses antes da temporada acabar, foi anunciado que Fuego não renovaria seu contrato, rompendo assim com o Rayo. Assinou com o Valencia e estreou pela nova equipe no dia 17 de agosto, jogando os 90 minutos na vitória por 1 a 0 em casa contra o Málaga. No dia 19 de setembro, estreou na Liga Europa da UEFA na primeira partida da fase de grupos jogando contra o Swansea, num jogo em que o Valencia perdeu por 3 a 0.